# Célia Lawson
Célia Maria Fernandes Lawson oder Ira (* 9. Juni 1974 in Angola) ist eine portugiesische Sängerin.

## Leben und Wirken
Als 15-Jährige begann sie das Singen bei portugiesischen Hardrock- und Coverbands. Anfang der 1990er Jahre sang sie bei der Heavy-Metal-Band V12. Nach dieser Zeit wurde sie als Popsängerin aktiv. Mit der Ballade Antes do Adeus gewann sie beim Festival da Canção 1997 und durfte daher beim Eurovision Song Contest 1997 in Dublin für ihr Land antreten. Sie landete allerdings zusammen mit Norwegen auf dem letzten Platz mit Null Punkten.
Ab dieser Zeit wurde sie wieder mit dem Namen Ira als Rocksängerin aktiv.
2017 nahm sie an der fünften Staffel der portugiesischen Version der Casting-Show The Voice teil und sang in der Blind Audition Still Loving You von den Scorpions. Sie konnte sich für die Battle Round qualifizieren, schied dann jedoch vorzeitig aus.

## Diskografie
Alben
- 1997: First
- 2002: Faith (als Ira)
- 2006: On the Road to the Unknown (als Ira)